# Lenz-kastély (Debrecen-Pac)
A Lenz kastély avagy, korábban Megyery-Wolf kastély Pacon, a Hajdú-Bihar vármegyei Debrecenben található. Az 1950-es megyerendezés előtt Hajdú vármegyében helyezkedett el.

## Az épület története
A több szintes épületet a 19. század végén építették és közel fél évszázadig a Wolf család tulajdona volt. A római katolikus budapesti jómódú, nagypolgári származású Lenz család sarja, Lenz József (1897-1965), kereskedelmi tanácsos, nagykereskedő, vásárolta meg a kastélyt, földjeit és szőlejét, a megszűnt "Wolf Lipót és fiai" nevű cégtől; a Wolf testvérek külföldről intézték az adás-vételt ügyvéden keresztül. 1941. július 1.-jén Lenz József vette át a kastélyt és onnantól ez a Lenz család egyik kedvenc pihenőhelye lett.
A kastély mellett, Lenz József debrecen-paci tulajdonát 281 kataszteri holdas földbirtok képezte. A második világháború alatt Lenz Józsefné Topits Klára (1901–1993) úrnő visszavonult Budapestről a paci kastélyukba és 1944-ben ott hozta világra a negyedik gyermekét, Lenz Istvánt. A kommunizmus elején a Lenz család örökre elveszítette a kastély feletti tulajdoni jogát.

## Érdekességek
- Az "Úgy, ahogy volt" nevű emlékirataiban a 17 éves P. Fekete István elmeséli az 1943-as ottani tartózkodását, amikor a Lenz családnál vendégeskedett nyáron; osztálytársa és jó barátja Lenz János (1926–1996) volt, Lenz József harmadszülött fia. A kastélyról és annak a földbirtokáról több értékes korszerű részlet és anekdota található az irodalmi műben.[2]
- Debrecenben a „Lencz-telep” tévesen gondolták, hogy Lencz Géza (1870–1932) egyháztörténész, egyetemi tanár nevét viseli, azonban, a Lenz-telep a valójában a Lenz kastély melletti hatalmas parkjában épült az 1946-os államosítása után.